# Saga de Örvar-Oddr
A saga islandesa medieval Örvar-Oddr saga (literalmente em português: A saga do arqueiro Oddr) contém um relato das aventuras do herói lendário Örvar-Oddr, conhecido por ter herdado três setas que sempre acertavam no alvo e voltavam a ele por si próprias.                                                                                                                                   Foi escrita em nórdico antigo por autor desconhecido na Islândia do século XIII.                                                                                                                                               O texto está preservada em 81 manuscritos, dos quais o mais antigo está datado entre 1300 e 1325.                                                                                                                                                          